# Povoação
Ne doit pas être confondu avec Povoação Velha.
Povoação  est une commune de l'île de São Miguel dans l'archipel des Açores.  La commune compte 6 327 habitants (2011). 
Le village seul en compte 2 161.

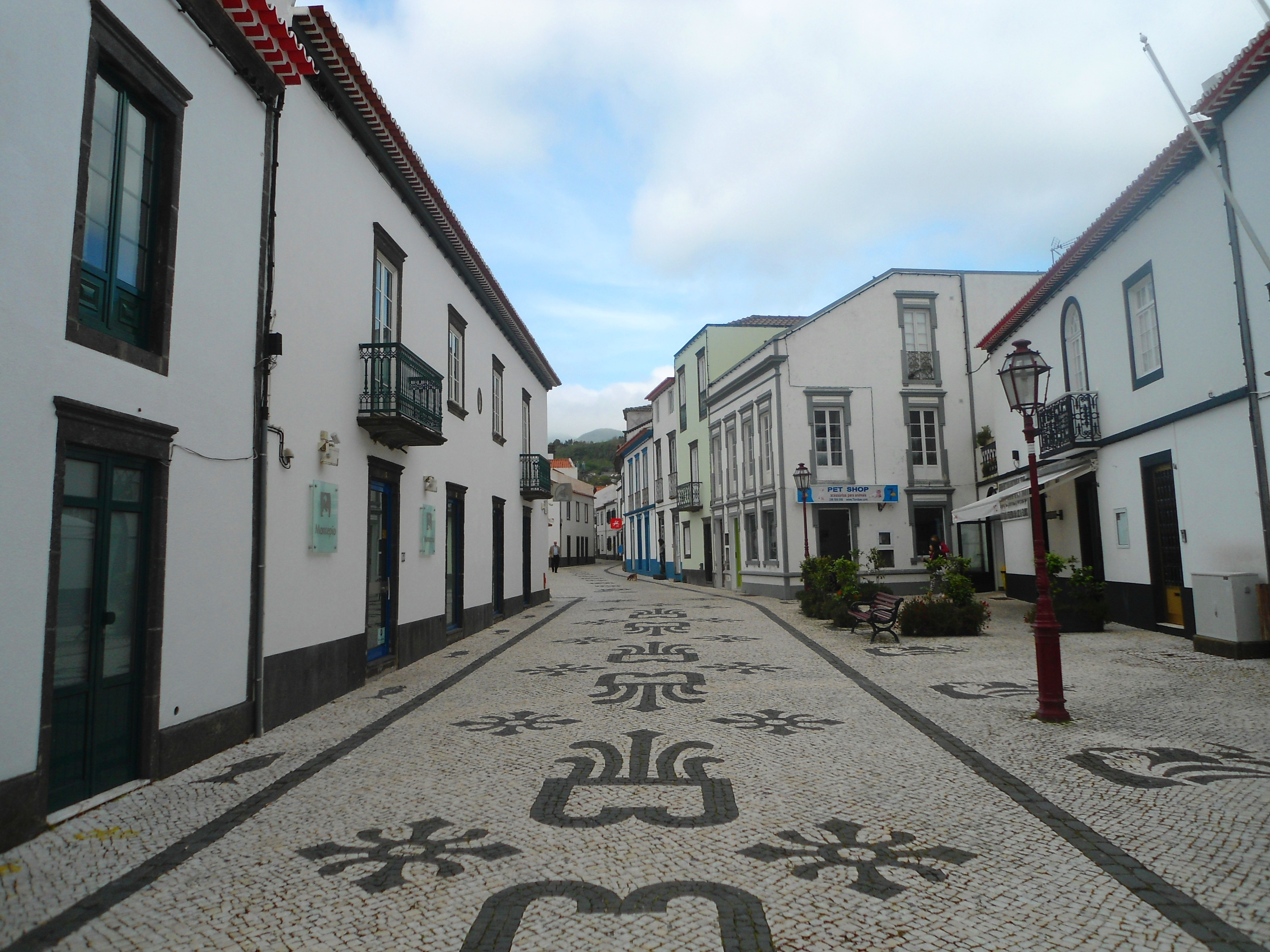
Rue de Povoação

## Transports
Route de Ponta Delgada - Povoação
Route de Ribeira Grande - Furnas
- Localisation :
  - Latitude : 37.71667 (37°41') N
  - Longitude : 25.433 (25°26') O
- Altitude : 10 m (36 ft)

Povoação possède une école, un lycée, un gymnase, des banques, un petit port et des places (praça).
| Paroisse                  | Population | Superficie         | Densité  | Altitude | Localisation                           |
| ------------------------- | ---------- | ------------------ | -------- | -------- | -------------------------------------- |
| Água Retorta              | 489        | 14.97 km²/1 497 ha | 33.2 km² | 240 m    | 37.7667 (37°46') N 25.1667 (25°10') W  |
| Faial da Terra            | 359        | 12.69 km²/1 269 ha | 29.7 km² | 0 m      | 37.733 (37°44') N 25.2 (25°12') W      |
| Furnas                    | 1 439      | 33.88 km²/3 388 ha | 45.5 km² | 303 m    | 37.7667 (37°'46) N 25.31667 (25°19') W |
| Nossa Senhra dos Remédios | 1 112      | 12.66 km²/1 266 ha | 84.7 km² | 70 m     | 37 W 25 E                              |
| Povoação                  | 2 161      | 26.22 km²/2 622 ha | 93.1 km² | 60 m     | 37.75 (37°45') N 25.25 (25°15') W      |
| Ribeira Quente            | 767        | 9.88 km²/988 ha    | 80.8 km² | 0 m      | 37.7733 (27°44') N 25.3 (25°18') W     |